# Bound for Glory IV
Bound for Glory IV est un spectacle de catch qui s'est déroulé le 12 octobre 2008 au Sears Centre à Hoffman Estates, dans l'État de l'Illinois. Il est le quatrième Pay Per View TNA Bound for Glory que la TNA organise et le dixième PPV dans le calendrier 2008 de la TNA

## Tableau des matchs
| #                                                          | Results | Stipulations | Durée |
| ---------------------------------------------------------- | --- | --- | ----- |
| Dark match                                                 | Eric Young et Sojourner Bolt battent Lance Rock et Christy Hemme | Match par équipe mixte | N/A   |
| 1                                                          | Jay Lethal bat Sonjay Dutt, Chris Sabin, Alex Shelley, Curry Man, Shark Boy, Super Eric, Petey Williams, Johnny Devine et Jimmy Rave                                                            | Steel Asylum match | 12:07 |
| 2                                                          | ODB, Rhaka Khan et Rhino battent The Beautiful People (Angelina Love, Velvet Sky et Cute Kip)                                                                                                   | 6 femmes et Hommes en 2 équipes mixtes Bimbo Brawl match avec Tracy Brookshaw qui est le Special Guest Referee                | 06:15 |
| 3                                                          | Sheik Abdul Bashir (c) bat Consequences Creed | Match simple pour le TNA X Division Championship                                                                              | 09:18 |
| 4                                                          | Taylor Wilde (c) bat Awesome Kong (avec Raisha Saeed) et Roxxi | 3-Way Dance pour le TNA Women's Knockout Championship                                                                         | 05:11 |
| 5                                                          | Beer Money, Inc. (Robert Roode et James Storm) (avec Jacqueline) (c) battent Abyss et Matt Morgan, Team 3D (Brother Ray et Brother Devon) et The Latin American Xchange (Homicide et Hernandez) | Four Way Tag team Monster's Ball match pour le TNA World Tag Team Championship avec Steve McMichael en Special Guest Referee. | 20:20 |
| 6                                                          | Booker T (avec Sharmell Sullivan) bat Christian Cage et A.J. Styles | 3-Way Dance | 13:05 |
| 7                                                          | Jeff Jarrett bat Kurt Angle | Match simple avec Mick Foley en Special Guest Enforcer                                                                        | 20:07 |
| 8                                                          | Sting (avec Kevin Nash) bat Samoa Joe (c) | Match simple pour le TNA World Heavyweight Championship                                                                       | 16:54 |
| (c) désigne le champion défendant son titre dans le match. | | |       |